# Himilcón (navegante)
Himilcón (en púnico Chimilkât, en griego antiguo Ἱμίλκων) vivió hacia el 450 a. C.) y fue un navegante y explorador cartaginés. Realizó un viaje por las costas occidentales de Europa, llegando posiblemente hasta Inglaterra, para dirigir hacia Gades (actual Cádiz) el comercio de plomo, cuyo monopolio tendía a afianzarse en Marsella. Este viaje le convirtió en el primer viajero conocido proveniente del mar Mediterráneo que alcanzó las costas noroccidentales de Europa.
Su historia es conocida por un relato del propio Himilcón en el que cuenta su viaje, citado en obras posteriores de autores romanos como Rufo Festo Avieno, quien cita el viaje de Himilcón tres veces en su Ora maritima (114-29, 375-89 y 402-415). La referencia más antigua al viaje de Himilcón es una breve mención realizada por Plinio el Viejo en su Historia Natural (2.169a).  A través de estos informes se ha podido reconstruir la ruta que siguió el cartaginés, a pesar de los elementos fantásticos que incluyó.
No se sabe prácticamente nada del propio Himilcón. Navegó hacia el norte a lo largo de la costa atlántica de las actuales Portugal, España y Francia. Alcanzó el territorio de los Oestrumnides, una tribu que habitaba en Bretaña, probablemente para comerciar estaño con el que hacer bronce y otros metales preciosos. Según Avieno, Himilcón no fue el primero en navegar por el Atlántico norte, sino que siguió las rutas comerciales usadas por los tartesios del sur de la península ibérica.  Cerca de Tartessos, los cartagineses gobernaban el puerto comercial de Gadir (en fenicio «fortificación») por lo que es lógico que Himilcón explorase las costas cercanas.
Himilcón describió sus viajes como travesías horrorosas, informando repetidamente de la presencia de monstruos marinos y algas que impedían el viaje, probablemente para desalentar a los navegantes griegos que trataban de competir en sus rutas comerciales.